# سلسلة أمريكا المفتوحة (كرة مضرب)

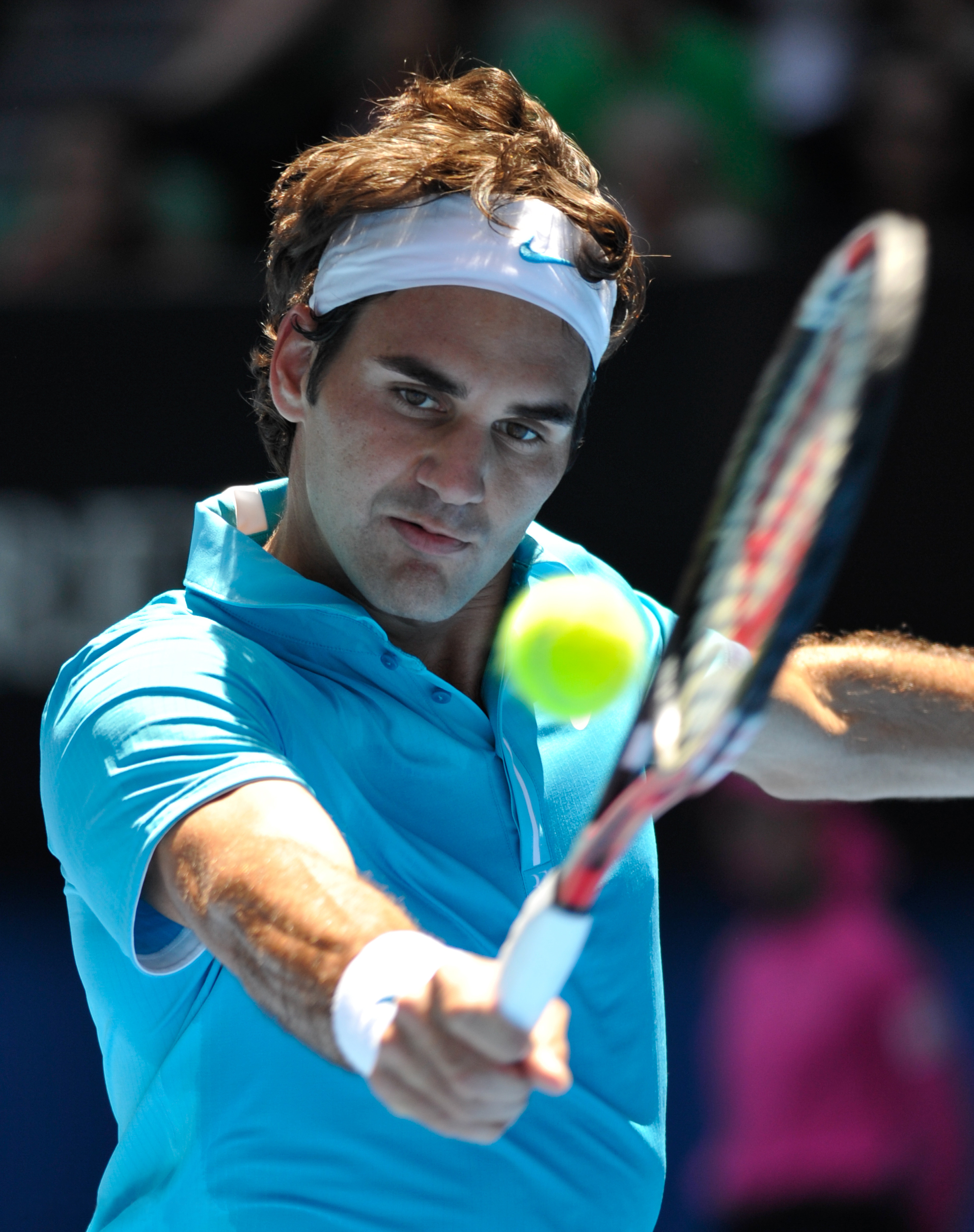

سلسلة أمريكا المفتوحة عباراة عن سبعة أسابيع من موسم التنس الصيفي، ينظمه إتحادا رابطة محترفي كرة المضرب, ورابطة محترفات كرة المضرب. تقام السلسلة في دول أمريكا الشمالية. اعتبارا من 2012 وحتى 2018 جميع البطولات سوف ترعاها شركة طيران الإمارات.
السلسلة بدأت في 2004 ولا تزال حتى الآن، حيث أنها تجمع بطولات بطولة أمريكا المفتوحة للتنس, وبطولة كندا للماسترز, ووبطولة سنسيناتي للماسترز, وبعض بطولات سلسلة 500 نقطة وسلسلة 250 نقطة. في نهاية السلسلة يحصل اللاعب أو اللاعبة الأكثر تجميعاً للنقاط على مبلغ مالي كبير.
في عام 2013, فاز رافاييل نادال بسلسلة بطولات أمريكا المفتوحة بعد فوزه بالبطولات الثلاثة الكبرى لأول مرة في مسيرته، أما على صعيد السيدات, سيرينا ويليامز هي من فازت بالسلسلة.